# 金衡俊
金衡俊（韓語：김형준；1949年—），毕业于清津师范大学，朝鲜民主主义人民共和国外交官、政治人物。现任朝鲜民主主义人民共和国最高人民会议外交委员会委员长。曾任朝鲜劳动党第七届中央政治局候补委員，副委员长、国际部长、驻俄罗斯大使等职。

## 生平
2000年，金衡俊出任朝鲜驻黎巴嫩大使。之后陆续出任朝鲜驻叙利亚、科威特、卡塔尔、巴林的大使。 2005年1月出任朝鲜副外相。2014年8月28日出任朝鲜驻俄罗斯大使。
2019年12月31日，朝鲜劳动党中央委员会第七届中央委员会第五次全体会议上当选中央政治局候补委員、副委员长、国际部长等职。2020年4月12日在最高人民会议第十四届第三次会议上当选外交委员会委员长。
2020年4月，在朝鲜第十四届最高人民会议第三次会议上，补选为国务委员会委员、最高人民会议外交委员会委员长。
2021年9月，在朝鲜第十四届最高人民会议第五次会议上，被免去国务委员会委员和最高人民会议外交委员会委员长职务。
朝鲜第十四届最高人民会议代议员。